# Sophiornithidae
De Sophiornithidae (letterlijk 'wijsheidvogels') zijn een familie van uitgestorven roofvogels uit het Paleoceen tot Eoceen. De sophiornithiden worden beschouwd als primitieve uilen, hoewel vroeger gedacht werd dat het primitieve schrikvogels (familie Phorusrhacidae) waren.
De sophiornithiden waren bodembewonende en slechtvliegende vogels, die waarschijnlijk wat betreft leefwijze en uiterlijk op de hedendaagse seriema's leken.

## Taxonomie
Tot de familie behoren in ieder geval Sophiornis quercynus. Strigogyps werd vroeger in deze familie geplaatst, maar wordt tegenwoordig gezien als een lid van de Ameghinornithidae. Fossielen van deze soorten zijn gevonden in respectievelijk Groeve Messel in Duitsland en Quercy in Frankrijk. Soms worden ook de Franse soorten Berruornis orbisantiqui (Laat-Paleoceen), Palaeotyto cadurcensis en Palaeobyas cracrafti (beide Laat-Eoceen/Vroeg-Oligoceen) tot de familie Sophiornithidae gerekend. Meestal deelt men deze drie soorten in als vroege vertegenwoordigers van de familie Tytonidae (kerkuilen).

## Voorkomen
De sophiornithiden waren niet de enige primitieve roofvogels die tijdens het Eoceen in Europa leefden. In de Groeve Messel zijn verder fossielen gevonden van de primitieve valk Masillaraptor parvunguis en soorten uit de familie Messelasturidae.